# Rota d’Imagna
Rota d’Imagna ist eine italienische Stadt mit 907 Einwohnern (Stand 31. Dezember 2023) in der Provinz Bergamo in der Lombardei.

## Lage und Daten
Rota d’Imagna liegt etwa 26 km nordwestlich von Bergamo im Valle Imagna. Die Nachbargemeinden sind Brumano, Corna Imagna, Locatello und Sant’Omobono Terme.

## Geschichte
Auf dem Gebiet der Gemeinde wurden Gräber aus der Bronzezeit gefunden. Die Fundstücke sind im Museum von Bergamo ausgestellt. 1151 wurde Rota d’Imagna das erste Mal urkundlich erwähnt. 1927 vereinigten sich die Gemeinden Rota Dentro und Rota Fuori zur neuen Gemeinde Rota d’Imagna.

Torre Campanaria
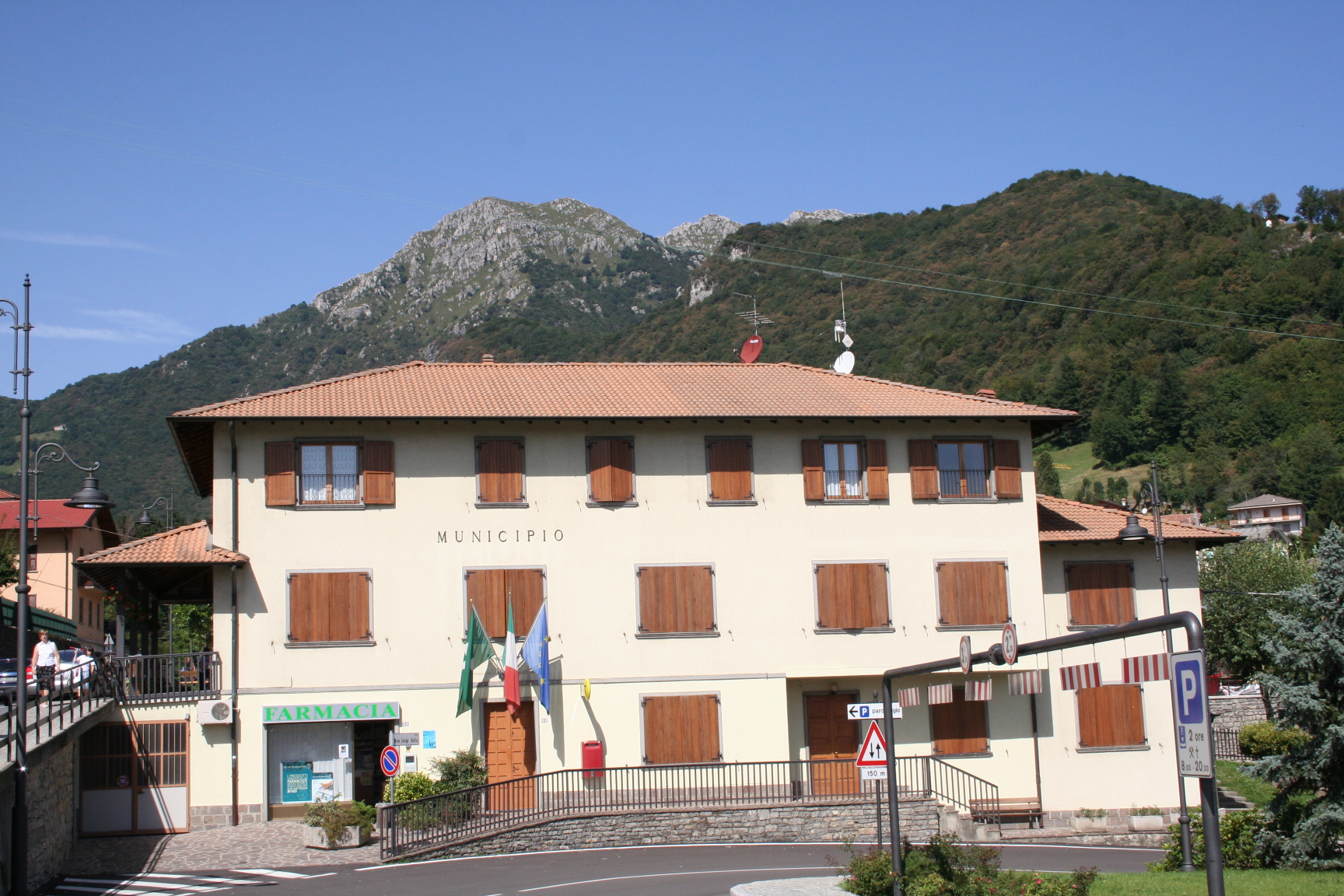
Rathaus

## Sehenswürdigkeiten
Rota d’Imagna ist das touristische Zentrum des Valle Imagna. Von dort können Besucher Wanderungen und Touren mit dem Mountain-Bike starten. Sehenswert sind z. B.:
- die Pfarrkirche di Rota Dentro aus dem Jahre 1496. Die Kirche hat ein Portal aus Granit. Im Inneren befinden sich unter anderem Gemälde von Carlo Ceresa
- die Pfarrkirche di Rota Fuori aus dem Jahre 1470. In dieser Kirche befinden sich Gemälde von Carlo Ceresa und Il Morazzone.

## Persönlichkeiten
- Giacomo Quarenghi (1744–1817), in Russland tätiger Architekt